# Cixius armiger
Cixius armiger är en insektsart som beskrevs av Ronald Gordon Fennah 1945. Cixius armiger ingår i släktet Cixius och familjen kilstritar. Inga underarter finns listade i Catalogue of Life.